# Liste der Nummer-eins-Hits in Irland (1975)
Diese Liste enthält alle Nummer-eins-Hits in Irland im Jahr 1975. Es gab in diesem Jahr 25 Nummer-eins-Singles.
| Singles |
| --- |
| - Gary Glitter – Oh Yes! You're Beautiful - 2 Wochen (19. Dezember 1974 – 1. Januar 1975) - Mud – Lonely This Christmas - 2 Wochen (2. Januar – 15. Januar) - Ralph McTell – Streets Of London - 2 Wochen (16. Januar – 29. Januar) - The Tymes – Ms. Grace - 1 Woche (30. Januar – 5. Februar) - Pilot – January - 4 Wochen (6. Februar – 5. März) - Steve Harley & Cockney Rebel – Make Me Smile (Come Up and See Me) - 2 Wochen (6. März – 19. März) - Telly Savalas – If - 1 Woche (20. März – 26. März) - Bay City Rollers – Bye Bye Baby - 4 Wochen (27. März – 23. April) - Red Hurley – Love Is All - 2 Wochen (24. April – 7. Mai) - Mud – Oh Boy - 2 Wochen (8. Mai – 28. Mai) - Tammy Wynette – Stand by Your Man - 3 Wochen (29. Mai – 18. Juni) - Showaddywaddy – Three Steps To Heaven - 1 Woche (19. Juni – 25. Juni) - The Osmonds – The Proud One - 1 Woche (26. Juni – 2. Juli) - 10cc – I’m Not in Love - 2 Wochen (3. Juli – 16. Juli) - Johnny Nash – Tears on My Pillow - 2 Wochen (17. Juli – 30. Juli) - Bay City Rollers – Give a Little Love - 2 Wochen (31. Juli – 13. August) - Typically Tropical – Barbados - 2 Wochen (14. August – 27. August) - The Stylistics – I Can't Give You Anything (But My Love) - 3 Wochen (28. August – 17. September) - Rod Stewart – Sailing - 1 Woche (18. September – 24. September) - Leo Sayer – Moonlighting - 2 Wochen (25. September – 8. Oktober) - David Essex – Hold Me Close - 2 Wochen (9. Oktober – 22. Oktober) - Glen Campbell – Rhinestone Cowboy - 6 Wochen (23. Oktober – 3. Dezember) - Brendan Grace – Combine Harvester - 1 Woche (4. Dezember – 10. Dezember) - John Lennon – Imagine - 1 Woche (11. Dezember – 17. Dezember, insgesamt 2 Wochen; siehe 1981) - Queen – Bohemian Rhapsody - 6 Wochen (18. Dezember 1975 – 30. Januar 1976, insgesamt 12 Wochen; siehe 1991) |

Siehe auch: Nummer-eins-Hits 1975 in  Australien, Belgien, Deutschland, Finnland, Frankreich, Italien, Japan, Kanada, Neuseeland, den Niederlanden, Norwegen, Österreich, Schweden, der Schweiz, Spanien, den Vereinigten Staaten und im Vereinigten Königreich.